# Bâlvănești
Bâlvănești est une commune roumaine du județ de Mehedinți, dans la région historique de l'Olténie et dans la région de développement du Sud-Ouest.

## Géographie
La commune de Bâlvănești est située dans le nord du județ, dans les Monts Mehedinți (Munții Mehedinți), à 28 km au nord de Drobeta Turnu-Severin.
La commune est composée des cinq villages suivants (population en 2002) :
- Bâlvănești (355), siège de la municipalité ;
- Bâlvănești de Jos (209) ;
- Călinești de Jos (50) ;
- Călinești de Sus (78) ;
- Pârlagele (465).

## Religions
En 2002, 99,82 % de la population était de religion orthodoxe.

## Démographie
En 2002, les Roumains représentaient la totalité de la population. La commune comptait 600 ménages et 798 logements.
| 2002  | 2007  |
| ----- | ----- |
| 1 157 | 1 035 |

## Économie
L'économie de la commune est basée sur l'agriculture, l'élevage, les arbres fruitiers et l'apiculture.